# Emmanuel Kriaras

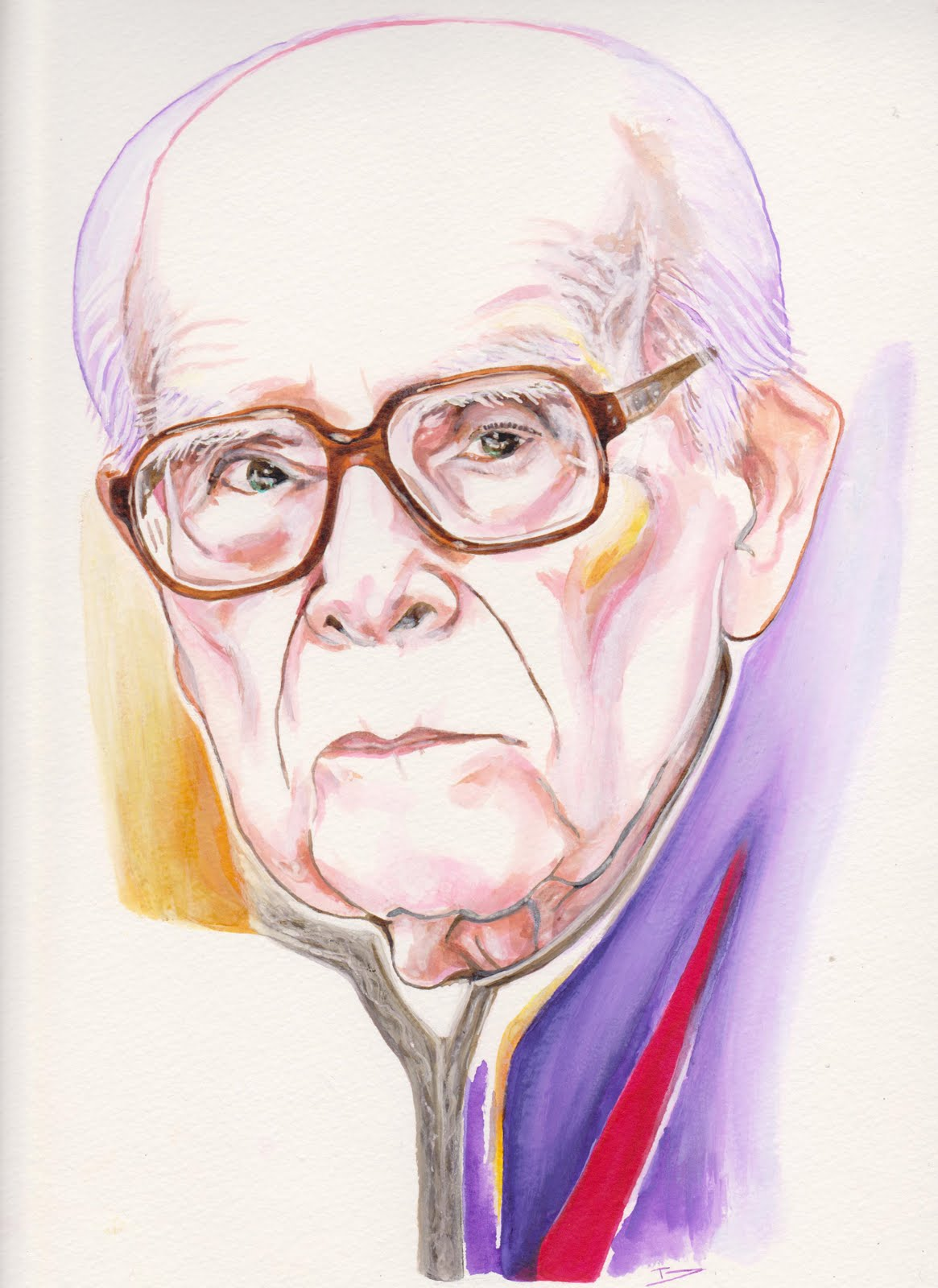
Emmanuel Kriaras

Emmanuel G. Kriaras (griechisch Εμμανουήλ Γ. Κριαράς; * 15. Novemberjul. / 28. November 1906greg. in Piräus; † 22. August 2014 in Thessaloniki) war ein griechischer Philologe und Lexikograph. Er war einer der wichtigsten Experten für die griechische Volkssprache (Dimotiki).

## Leben
Emmanuel Kriaras, der zweite Sohn des Kapitäns Georgios Kriaras, wurde 1906 im damaligen Athener Vorort Piräus geboren und wuchs auf der Kykladeninsel Milos auf. 1914 zog seine Familie nach Chania auf Kreta, wo er seine Schulausbildung abschloss. 1924 begann er sein Studium der Philologie an der Universität Athen bei Ioannis Psycharis, das er 1929 abschloss. Anschließend arbeitete Kriaras ab 1930 im Archiv der Akademie von Athen, wo er 1939 zum Direktor aufstieg. In dieser Zeit unternahm er auch Studienreisen nach München (1930) und Paris (1939, 1945–1948). Ein Teil seiner Studien betraf den frühneuzeitlichen Roman Erotokritos von Vitsentzos Kornaros, zu dem er 1938 eine Reihe von Quellenstudien in einem Sammelband unter dem Titel Studien über die Quellen des Erotokritos (griechisch Μελετήματα περί τας πηγάς του Ερωτοκρίτου) vorlegte. Mit dieser Arbeit wurde er von der Universität Athen zum Dr. phil. promoviert.
Im Jahr 1950 wurde Kriaras auf den Lehrstuhl für Griechische Philologie des Mittelalters an der Aristoteles-Universität Thessaloniki berufen. Neben griechischer Mediävistik lehrte er auch griechische Geschichte des Mittelalters und Neugriechische Philologie. 1968 wurde er aus politischen Gründen von der Junta entlassen. In dieser Zeit verfasste er sein Hauptwerk, das Lexikon der mittelgriechischen Volksliteratur 1100–1669, das ab 1968 in zwölf Bänden erschien. Seine Unterlagen und Materialien zu diesem Werk übergab er 1997 dem Zentrum für die griechische Sprache in Thessaloniki. Ein weiteres bekanntes Werk von Kriaras ist das einsprachige Neue griechische Lexikon der modernen Volkssprache, das 1995 erschien und weite Verbreitung fand.
Kriaras beschäftigte sich mit der mittel- und neugriechischen Philologie, Lexikografie und Vergleichenden Grammatik. Anlässlich seines 100. Geburtstags erhielt er die Ehrendoktorwürde der Universität Athen (24. Januar 2006) und den Goldenen Aristoteles von der Aristoteles-Universität Thessaloniki (4. April 2006). Anlässlich seines 105. Geburtstags veranstaltete die Internationale Hellenische Universität in Thessaloniki am 16. Dezember 2011 zu seinen Ehren ein Λεξικογραφικό Χαρμόσυνο. Bei dieser Gelegenheit würdigten der Sprachwissenschaftler und Philosoph Spiros A. Moschonas, der Rechtswissenschaftler Athanasios Kaisis und der Philologe Ioannis N. Kazazis (Herausgeber des Lexikons der mittelgriechischen Volksliteratur) sein Lebenswerk.
Kriaras war seit 1936 mit Ekaterini Striphtou (1909–2000) verheiratet. Er lebte zuletzt in Thessaloniki.

## Schriften (Auswahl)
- Psellos. In: Paulys Realencyclopädie der classischen Altertumswissenschaft (RE). Supplementband XI, Stuttgart 1968, Sp. 1124–1182.
- Λεξικό της μεσαιωνικής ελληνικής δημώδους γραμματείας 1100–1669 (Lexikon der mittelgriechischen Volksliteratur 1100–1669), 17 Bde., 1968ff.
- Νέο ελληνικό λεξικό της σύγχρονης ελληνικής δημοτικής γλώσσας (Neues griechisches Lexikon der modernen Volkssprache). 1995